# Slayers - L'eredità degli elfi
Slayers - L'eredità degli elfi (スレイヤーズ RETURN?, Sureiyāzu Ritān) conosciuto anche come Slayers Return è un film d'animazione del 1996 diretto da Kazuo Yamazaki.
Il soggetto è tratto dalla serie televisiva Slayers. Il produttore è J.C.Staff su commissione di Kadokawa Shoten / Bandai Visual. L'edizione italiana a cura della Yamato Video è stata pubblicata nel 1999 ed è stata trasmessa per la prima volta in televisione sull'emittente televisiva Man-ga l'11 settembre 2011.

## Trama
Lina e Naga difendono un villaggio da una demenziale cospirazione per impadronirsi del mondo da parte di un mago megalomane e del suo fido spadaccino. L'antica reliquia ed arma elfica nascosta nei pressi del villaggio si rivelerà totalmente incontrollabile e saranno Lina e Naga a dover risolvere la situazione.

## Colonna sonora
Sigla di chiusura
- Just Be Conscious cantata da Megumi Hayashibara